# Société littéraire de Genève
 (novembre 2020).
Fondée en 1816, la Société littéraire de Genève est un des plus anciens clubs privés de Genève. Elle a pour vocation de permettre des rencontres amicales, intellectuelles, artistiques et littéraires libres de toutes tendances politiques, culturelles ou philosophiques. Pilier de la vie culturelle genevoise depuis plus de deux siècles, elle compte traditionnellement une centaine de membres recrutés par cooptation.

## Histoire
La République de Genève avait, depuis le courant du XVIIIe siècle, une habitude des Gentlemen's club sur le modèle anglais. Parmi les plus anciens de ces « çarcles » figurent deux institutions encore subsistantes, le Cercle des Vieux-Grenadiers (fondé en 1749) et le très aristocratique Cercle de la Rive (aujourd’hui Cercle de la Terrasse, créé en 1754).
Alors que Genève retrouvait brièvement son indépendance après la période napoléonienne et intégrait pour finir la Confédération suisse (1814), certains citoyens genevois constatèrent l’absence dans la ville de tout cercle consacré à la littérature. Scientifique réputé, le docteur Louis Jurine (1751-1819), par ailleurs professeur de zoologie à l’Académie, décida de réunir à son domicile une quarantaine d’amis et collègues (professeurs, médecins et chirurgiens, juristes, hommes de lettres, mais aussi négociants ou rentiers amateurs de littérature) pour discuter de la création d’une telle société vouée aux belles-lettres et excluant les débats politiques, les réunions savantes, les discussions d’affaire ou de commerce.

L'un de ces membres-fondateurs, Henri Deonna, résume l'attente générale : 
« C’est principalement de notre agrément que nous voulons nous occuper ; c’est une société d’hommes paisibles, doux, éclairés que nous désirons former, dans laquelle chacun des membres puisse y trouver (comme l’on dit) à qui parler ; que l’érudit, le savant, puisse être apprécié, entendu, écouté, avec cette attention et ces égards que lui méritent ses travaux, et sa complaisance à en communiquer les fruits ; que le jeune homme modeste et avide d’instruction puisse, sans crainte d’être indiscret, questionner et apprendre ; que l’artisan, le négociant, trouvent aussi des renseignements et des avis utiles ; enfin que tous les membres de cette société, sans distinction d’âge, d’état ou de fortune, puissent trouver dans son organisation, des aliments à ses goûts et aux divers genres de distraction ou de délassement qui lui seront agréables ».
Officiellement fondée le 6 juin 1816, la Société littéraire de Genève se dota la même année de statuts, dont l'article premier donne l’esprit guidant depuis lors la Société : 
« Article 1 - La Société Littéraire est une réunion d’hommes paisibles et tolérants. Son but essentiel est de jouir des agréments que peuvent procurer des rapports habituels et journaliers, et des moyens d’instruction [ajout en 1836 : et de distraction] puisés : 
1. dans la lecture des meilleurs ouvrages de littérature, tant anciens que modernes ;
2. dans celle des journaux, et des ouvrages périodiques les plus accrédités dans les arts, les sciences et les lettres ;
3. dans les séances littéraires [ajout de 1836 : et musicales] ».

Les statuts indiquaient que « la Société sera réunie en Athénée une fois par mois ou environ. Dans cette séance, chaque membre est admis à lire ou réciter quelque morceau relatif aux arts, aux sciences, ou aux lettres, soit de sa composition, soit simplement extrait ou traduit d’une langue morte ou vivante » (article 35). Profondément genevoise et patriotique, la Société Littéraire avait habitude de célébrer l’Escalade par un banquet annuel traditionnel accompagné de lectures de textes commémoratifs. Les exposés-conférences ou les lectures les sujets les plus divers (des invités pouvaient aussi se produire), les parties musicales ou chantées attirèrent un public nombreux (les dames pouvant participer sur invitation). L’admission dans la Société se faisait par parrainage, moyennant une « mise d’entrée », une contribution annuelle et un don de livres « de la valeur de vingt francs au moins pour la bibliothèque ».
Les membres fondateurs de la Société littéraire figuraient parmi l’élite intellectuelle de la ville, beaucoup appartenant aux professions libérales ou académiques. La plupart des visiteurs de marque à Genève, qu’il s’agisse d’écrivains (comme Stendhal) ou de têtes couronnées, tenaient souvent à assister au moins une fois à ces réunions littéraires. 
Encore réservée aujourd'hui à des membres masculins, la Société littéraire de Genève compte une centaine de membres recrutés par cooptation. Fidèle à ses statuts fondateurs, elle organise des événements culturels nombreux et variés : déjeuners-conférences bimensuelles, dîners-conférences trimestriels, prix littéraire, prix d’excellence, soirée dictée, soirée commémorative de l’Escalade, soirées culturelles mixtes, voyages, … Réputées pour leur qualité, les conférences ont su attirer des orateurs variés, venant du monde des lettres et de la recherche, mais aussi de la politique et de la diplomatie, de l’économie et de la finance. Citons ainsi les écrivains Claude Farrère (1931), Nicolas Bouvier et Michel Butor (1985), le prix Nobel de littérature V. S. Naipaul (2002), le sous-secrétaire général des Nations unies et directeur général de l’Office des Nations unies à Genève (ONUG) Michael Møller (2019), le prix Nobel de physique Michel Mayor (2022), etc.

## Locaux
Les statuts fondateurs de 1816 prévoyaient la nature des locaux de la Société, qui devaient comprendre « une grande salle pour la conversation et les assemblées, une salle pour la bibliothèque et la lecture (où doit régner le plus entier silence), une salle de billard, et une salle, séparée des autres, spécialement destinée aux fumeurs et où il y aura aussi un billard ». Ces espaces étaient ouverts et accessibles « tous les jours, dès le matin, et jusqu’à 11 heures du soir au plus tard ».
Après avoir occupé le premier étage des bâtiments de l’ancienne Douane du Molard, sur le bord du lac, la Société littéraire de Genève déménagea en 1831 pour gagner le deuxième étage d'un immeuble de la rue du Rhône. Durant cette période, on pouvait consulter dans les locaux une bibliothèque comptant 2'654 volumes (au moment de l'installation) et une trentaine de périodiques, à la fois suisses et français. À la suite des dissensions politiques agitant Genève dans les années 1840-1850, la Société s’accrut de membres issus du Cercle du Commerce et du Cercle des Mignons : on décida de limiter les membres à 180.  
En 1876, la Société quitta ses locaux trop étroits de la rue du Rhône pour gagner, rue de la Corraterie, un bâtiment appartenant à Théodore de Saussure. L’immeuble, neuf, présentait notamment à son premier étage un salon à boiseries, une véranda et une terrasse. La bibliothèque, qui comptait environ 8 000 volumes en 1916, y trouva un écrin naturel, complémenté par une salle à manger, des fumoirs et des salles de billard. 
Après 130 ans de présence rue de la Corraterie, la Société littéraire a trouvé depuis 2006 son actuel lieu de réunion dans l'antique quartier de Saint-Gervais, au sein des murs de l’« Auberge de la Mère Royaume », dont l’immense salle à manger aux hauts plafonds est ornée de vitraux contemporains signés Charles et Jacques Wasen.

## Présidents et comité
La Société littéraire de Genève est dotée d'un comité de gestion, comprenant notamment un président (élu pour un mandat de trois ans jusqu'en 1994, de deux ans depuis cette date, et non rééligible), un vice-président, un secrétaire, un trésorier et une demi-douzaine de membres chargés de l'organisation des événements. 
| Période | Période | Identité             | Qualité                                                             |
| ------- | ------- | -------------------- | ------------------------------------------------------------------- |
| 1945    | 1948    | Jean-Marc Duchosal   | Administrateur                                                      |
| 1948    | 1951    | Fernand Haessly      | Avocat, bâtonnier de l'ordre des avocats de Genève                  |
| 1951    | 1954    | Jean-Adrien Lachenal | Avocat, professeur extraordinaire de droit à l'Université de Genève |
| 1954    | 1957    | M. Olivet            |                                                                     |
| 1957    | 1960    | Roger Huelin         | Directeur                                                           |
| 1960    | 1963    | Louis Weber          | Ingénieur, directeur                                                |
| 1963    | 1965    | A. Luthy             |                                                                     |
| 1965    | 1968    | Jean Wiegand         | Médecin                                                             |
| 1968    | 1970    | François Perréard    | Avocat, président du Conseil d'Etat de Genève                       |
| 1970    |         | R. Hulin             |                                                                     |
| 1971    | 1974    | Laurent Roulet       | Directeur                                                           |
| 1974    |         | Gustave Barbey       | Avocat, consul de Norvège                                           |
| 1975    | 1977    | Philippe Bordier     | Banquier                                                            |
| 1978    | 1981    | Charles Mesritz      | Administrateur                                                      |
| 1981    |         | A. Hafner            | Avocat                                                              |
| 1982    | 1985    | G. Bonjour           |                                                                     |
| 1985    | 1987    | Louis Gay            |                                                                     |
| 1988    | 1991    | Jean-Pierre Besson   | Agent immobilier                                                    |
| 1991    | 1994    | Raymond Thoral       | Directeur de banque                                                 |
| 1994    |         | Jacques-Yves Junod   | Agent général et courtier d'assurance                               |
| 1995    | 1997    | Denis Keller         | Notaire                                                             |
| 1997    | 1999    | Jérôme Jolliat       | Enseignant et administrateur de sociétés                            |
| 1999    | 2001    | Didier Brosset       | Avocat, ancien juge à la Cour de Cassation                          |
| 2001    | 2003    | Werner Wyss          | Banquier, gestionnaire                                              |
| 2003    | 2005    | John Smith           | Banquier, administrateur de société de trusts                       |
| 2005    | 2007    | Dominique Massot     | Administrateur de société, gérant de fortune indépendant            |
| 2007    | 2009    | Stéphane Keller      | Courtier immobilier                                                 |
| 2009    | 2011    | Benoît Urfer         | Directeur de société fiduciaire                                     |
| 2011    | 2013    | Pascal Rudin         | Agent général adjoint d'assurance                                   |
| 2013    | 2015    | Christian Cloché     | Consultant international en stratégie                               |
| 2015    | 2017    | Gilbert Henchoz      | Architecte-paysagiste                                               |
| 2017    | 2019    | Gaudéric Massot      | Administrateur de société, gérant de fortune indépendant            |
| 2019    | 2021    | Gerald Crampton      | Directeur-général marketing et vente                                |
| 2021    | 2023    | Nicolas Ducimetière  | Historien, vice-directeur de la Fondation Martin Bodmer             |
| 2023    |         | Philippe Nabaa       | Gestionnaire de fortune                                             |

## Membres éminents
En plus de deux siècles d'existence, la Société littéraire de Genève a compté parmi ses membres de nombreuses figures éminentes, parmi lesquelles on peut notamment citer :
- Jean-François Chaponnière (1769-1856), deuxième président de la Société. Né à Genève, il fut élevé à Constance, son père ayant fui les troubles politiques de 1782. Revenu à Genève en 1789, le jeune homme prit part au mouvement révolutionnaire, siégea au tribunal révolutionnaire et s’opposa à l’annexion à la France. Après la Restauration, il abandonna les affaires politiques et devint un des fondateurs du Journal de Genève (1826), journal créé sur l’initiative de James Fazy,
- Isaac Bourdillon (1758-1820), membre fondateur, adepte enthousiaste des idées révolutionnaires. Il fut le président de la Commission révolutionnaire et du second tribunal révolutionnaire en 1794
- Jean-Lazare Delaplanche (1765-1842), membre fondateur, ancien ministre de la République de Genève à Paris.
- Alexandre Couronne, membre du gouvernement provisoire de 1814
- Jean-Antoine Linck (1766-1843), peintre et graveur
- Abraham Constantin (1785-1855), peintre sur porcelaine (notamment de la manufacture de Sèvres et de Louis XVIII)
- John Petit-Senn (1792-1870), poète et homme de lettres
- Théodore de Saussure (1824-1903)
- Frédéric Raisin (1851-1923), avocat, homme politique et grand bibliophile
- Frédéric Boissonnas (1858-1946), photographe
- Théodore Flournoy (1854-1920), médecin psychologue
- Alfred Baur (1865-1951), industriel et collectionneur, créateur de la Fondation Baur
- Nikita Magaloff (1912-1992), pianiste russo-suisse, ami de Prokofiev et Ravel.